# Černíky
Černíky település Csehországban, a Nymburki járásban. Černíky Vykáň, Rostoklaty, Břežany II, Český Brod és Kounice településekkel határos. Lakosainak száma 172 fő (2024. január 1.).

## Népesség
A település lakosságának változását az alábbi diagram mutatja:
| Lakosok száma | 250  | 325  | 284  | 189  | 150  | 96   | 136  | 139  | 164  | 172  |
|               | 1869 | 1890 | 1921 | 1950 | 1980 | 2001 | 2017 | 2019 | 2022 | 2024 |